# Who’s That Girl (singel Madonny)
Who's That Girl – singel Madonny z soundtracku do filmu Who's That Girl. Piosenka odniosła ogromny sukces na całym świecie (była szóstym numerem 1 Madonny w USA). Zrealizowano również teledysk, który promował singiel.
Stylistycznie piosenka nazwiązuje do „La Isla Bonita” z albumu True Blue, w której wykorzystane zostały motywy latynoskie. W 1988 roku została nominowana do nagrody Grammy w kategorii piosenki filmowej.